# Malèves-Sainte-Marie-Wastines
Malèves-Sainte-Marie-Wastines is een plaats in de Belgische provincie Waals-Brabant en een deelgemeente van Perwijs. Tot 1 januari 1977 was het een zelfstandige gemeente. De plaats bestaat uit de dorpen en gehuchten Malèves, Sainte-Marie en Wastines, die tegenwoordig met elkaar vergroeien.

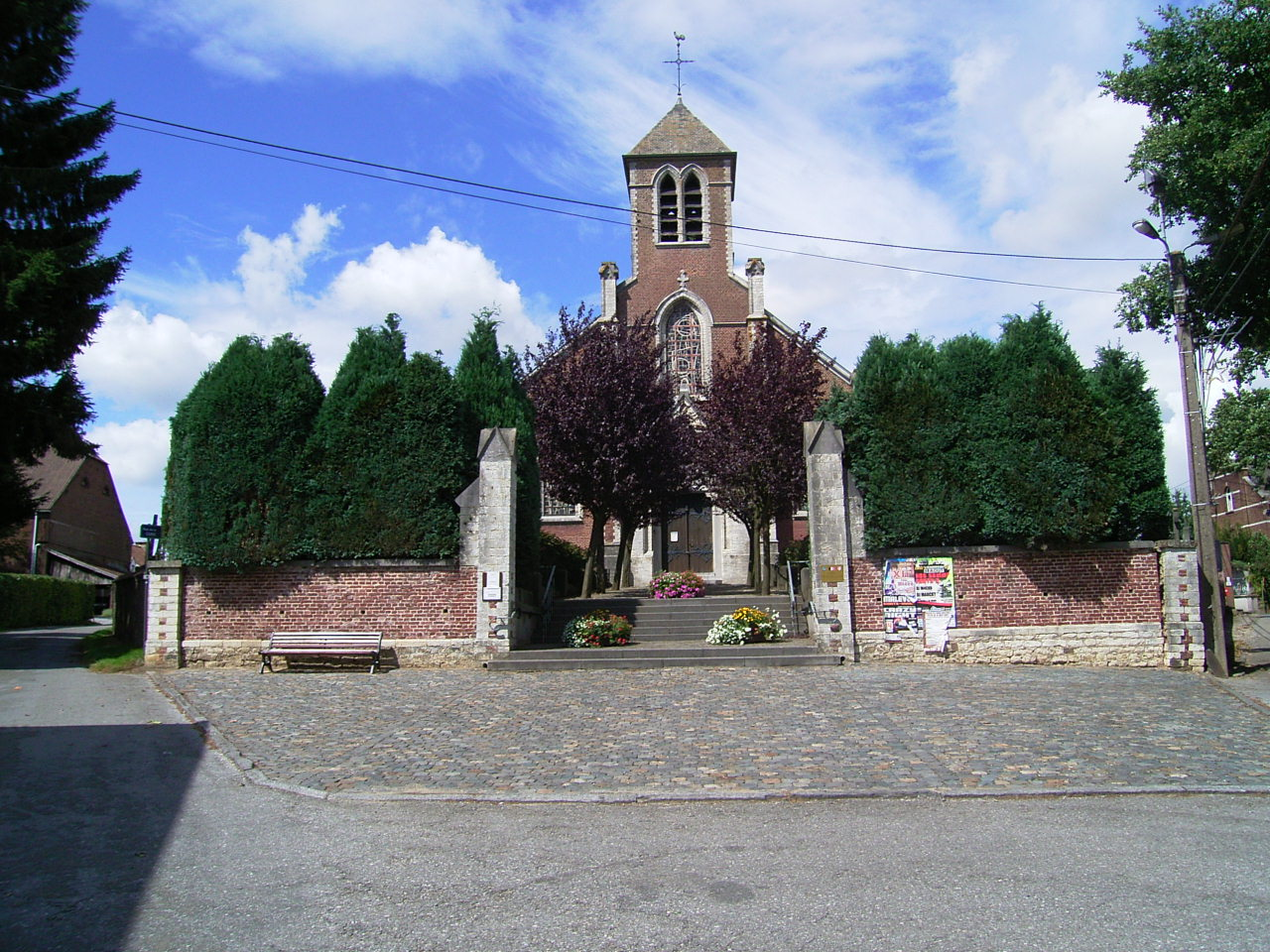
De Église Saint-Ulric in Malèves

## Geschiedenis
Op het eind van het ancien régime werden de gemeenten Malèves, Sainte-Marie (ook wel Sainte-Maries-lez-Opprebais) en Wastines gecreëerd. In 1812 ontstond de gemeente Malèves-Sainte-Marie door het samenvoegen van Malèves en Sainte-Marie. In 1822, ten tijde van het Verenigd Koninkrijk der Nederlanden, werd deze gemeente samengevoegd met Wastines tot Malèves-Sainte-Marie-Wastines.
De gemeente werd in 1977 een deelgemeente van Perwijs.

## Demografische ontwikkeling
- Bronnen:NIS, Opm:1831 tot en met 1970=volkstellingen

## Bezienswaardigheden

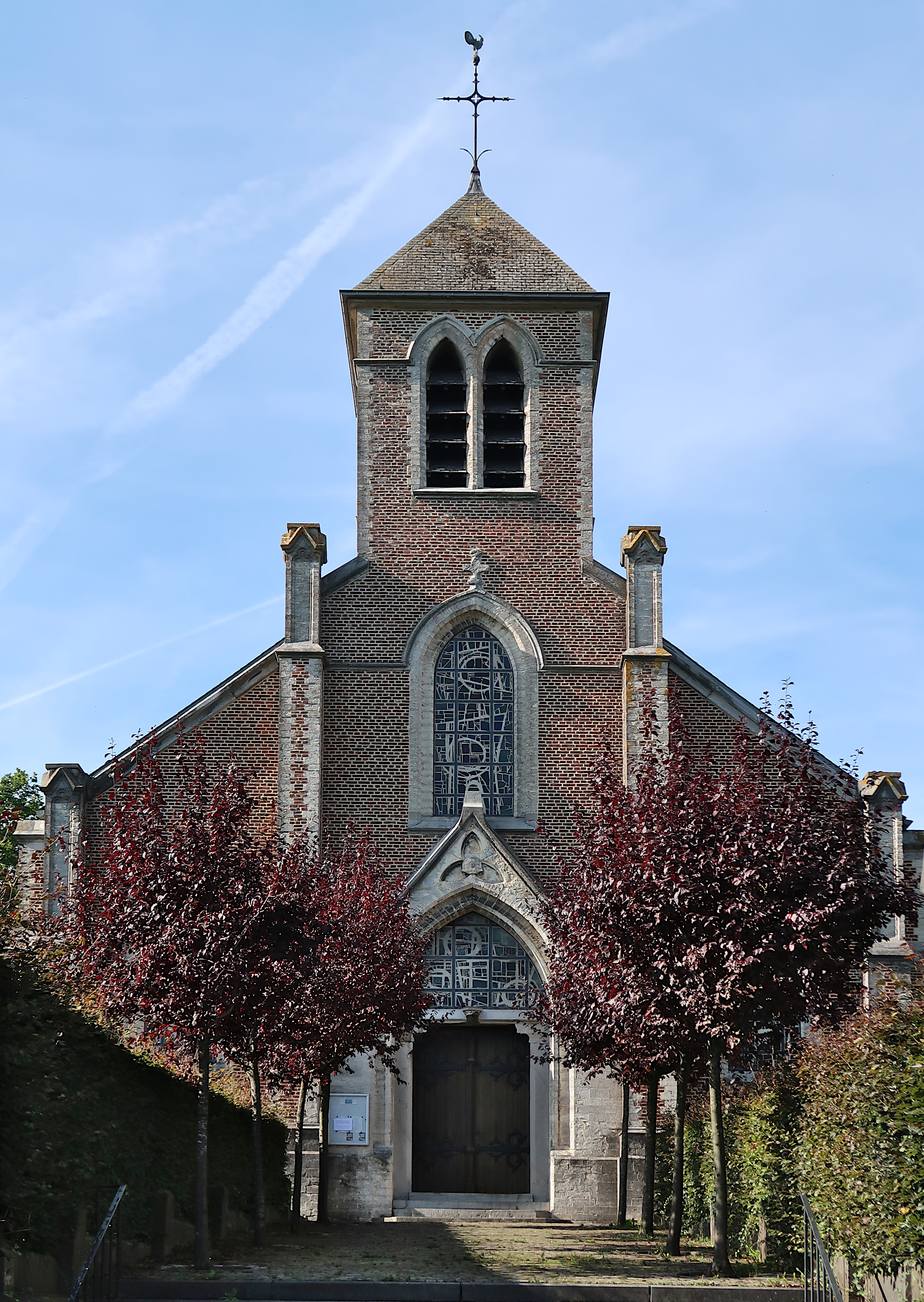
Église Saint-Ulric in Malèves
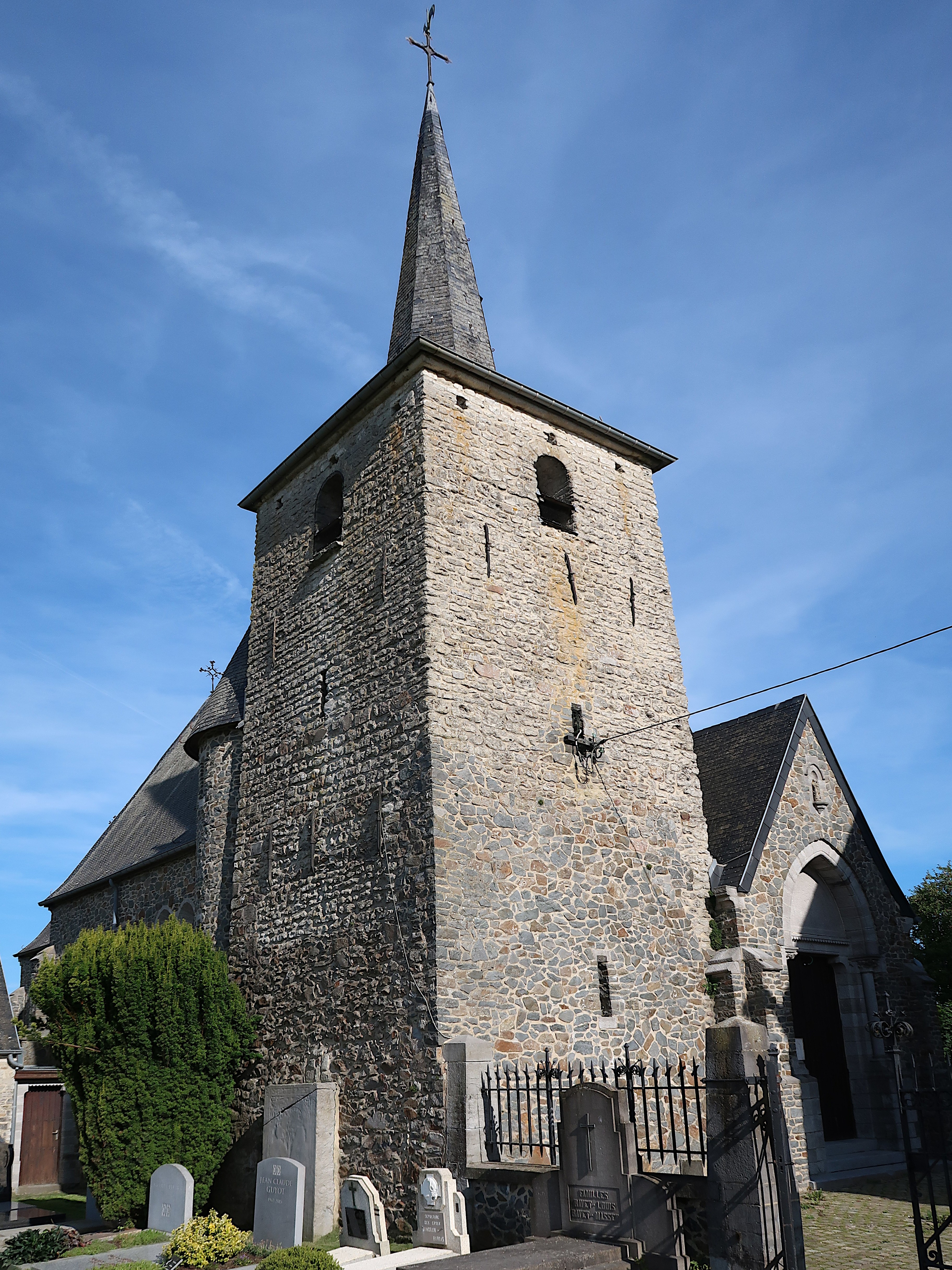
Église Notre-Dame de l'Assomption in Sainte-Marie
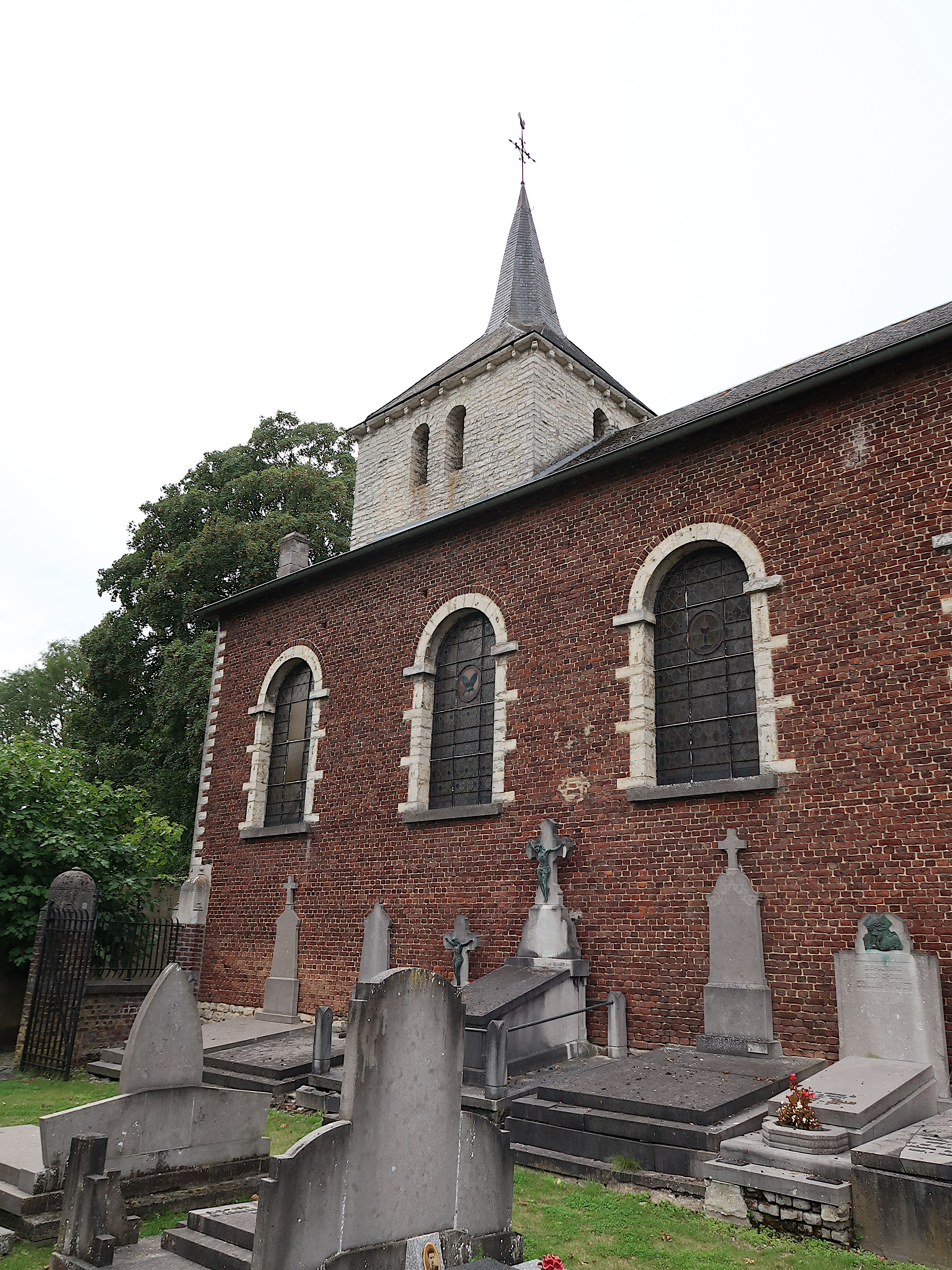
Église Saint-Jean-Baptiste in Wastines
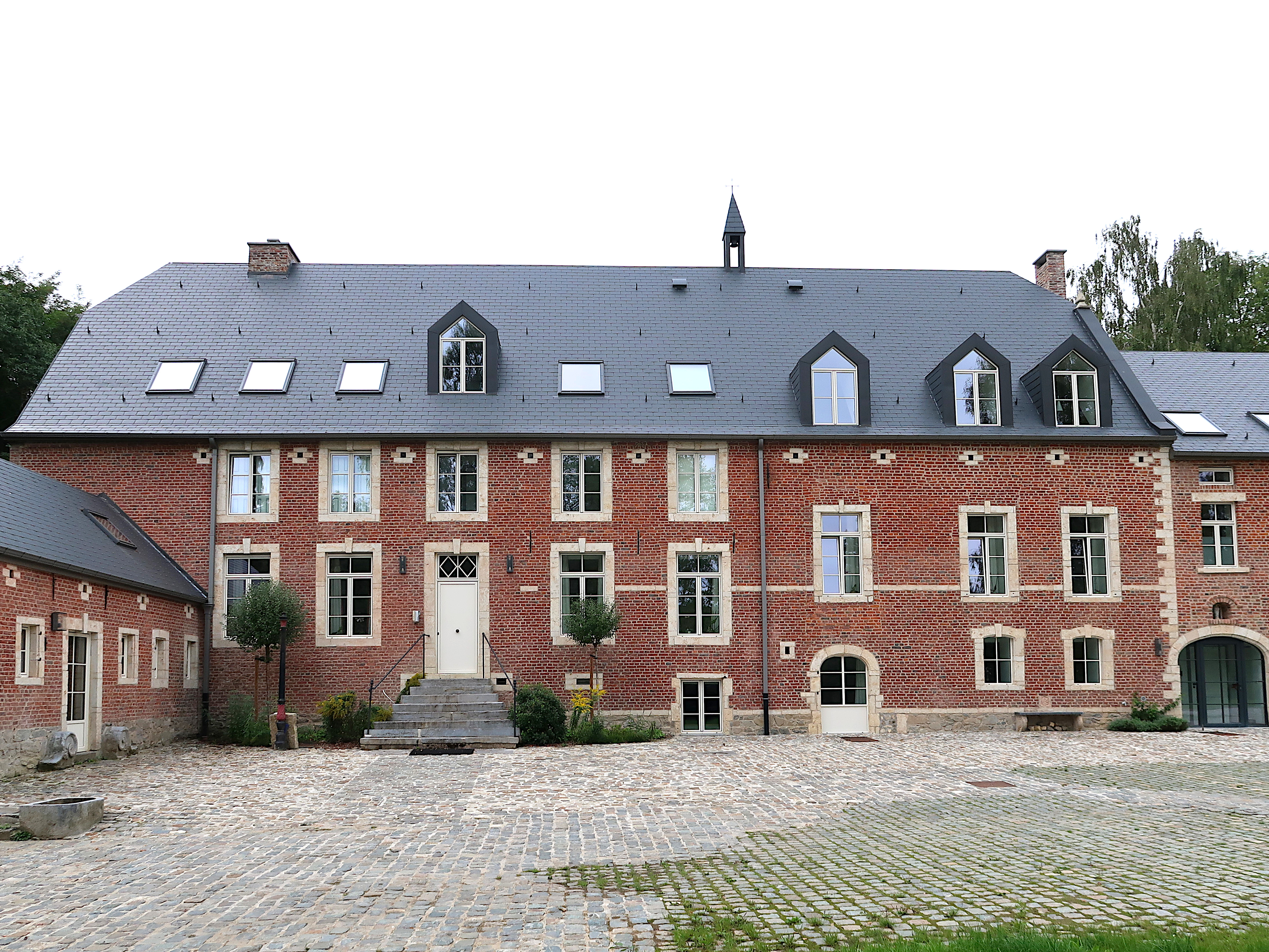
Manoir van Wastines (18e eeuw
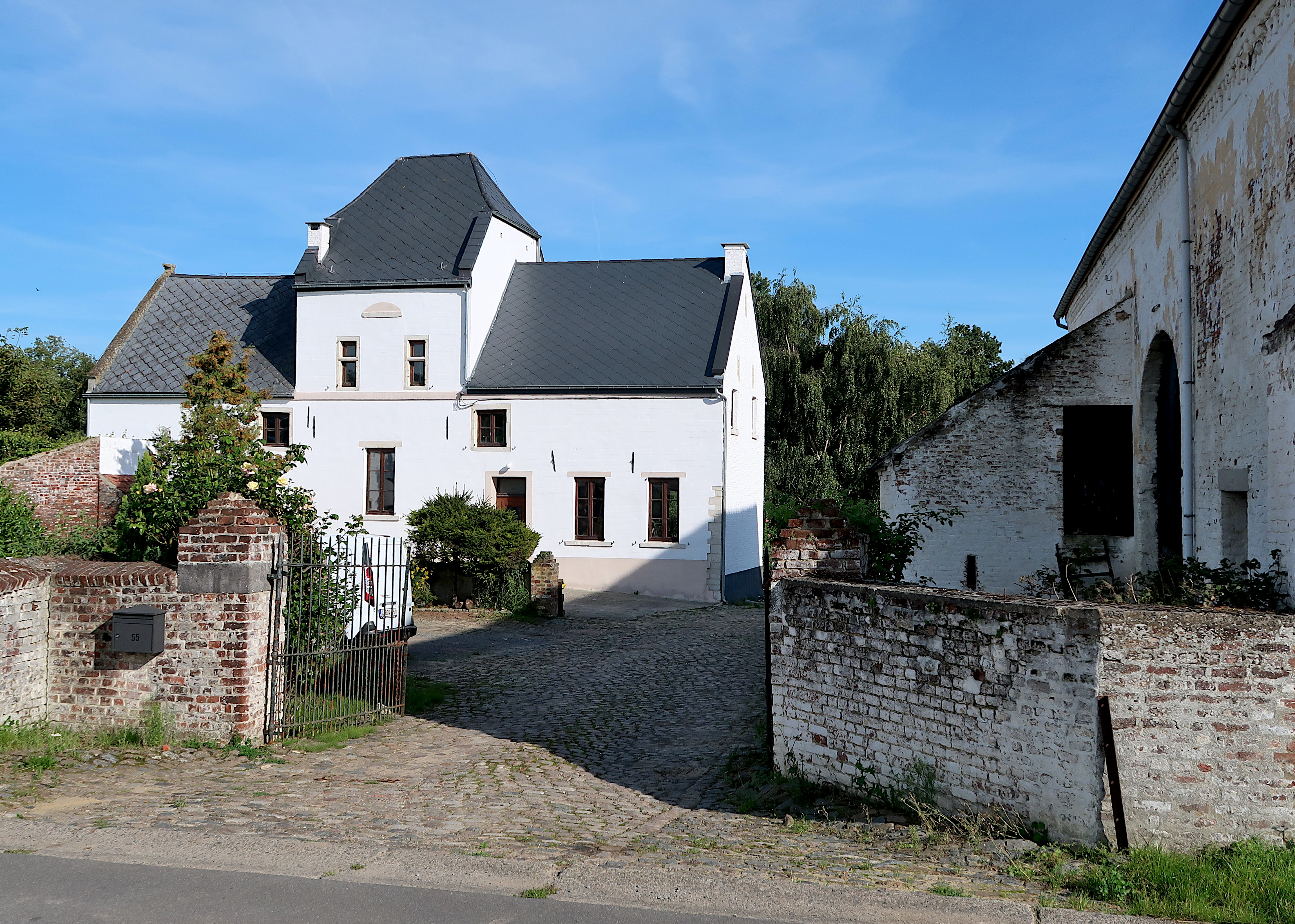
Hoeve De Brabant (Wastines)
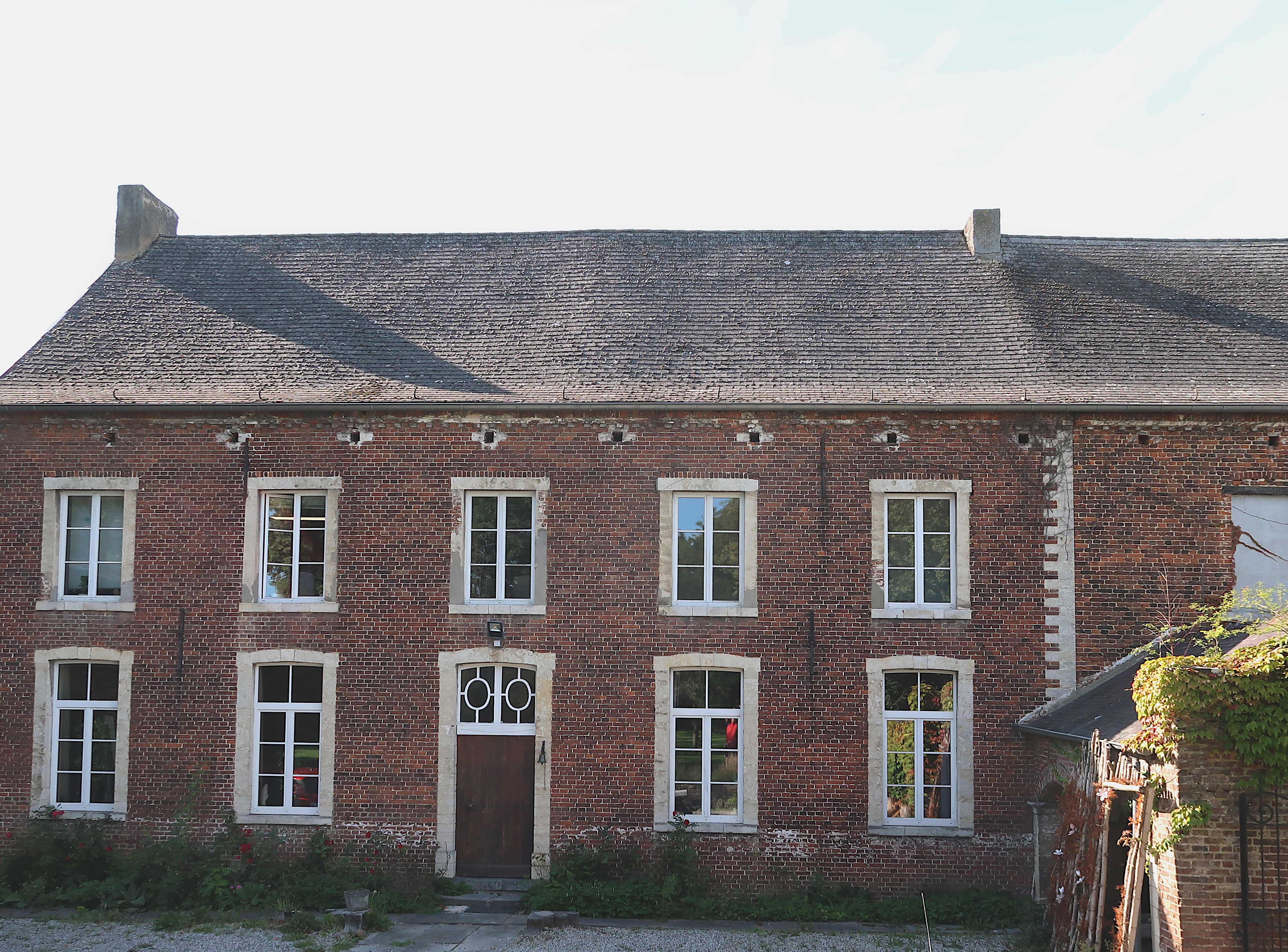
Priorij Sainte-Marie

Deelgemeenten: Malèves-Sainte-Marie-Wastines · Orbais · Perwijs · Thorembais-les-Béguines · Thorembais-Saint-Trond

Overige dorpen en gehuchten: Jaussellette · Malèves · Odenge · Sainte-Marie-lez-Opprebais · Wastines

Belgische gemeenten · Arrondissement Nijvel · Waals-Brabant · Wallonië